# 珞璜镇
珞璜镇，是中华人民共和国重庆市江津区下辖的一个乡镇级行政单位。

## 行政区划
渝贵铁路江津珞璜段
珞璜镇下辖以下地区：
珞璜社区、马宗社区、和平社区、郭坝村、矿山村、长合村、碑亭村、合解村、小岚垭村、真武村和同福村。

## 交通
- 渝贵铁路：珞璜南站